# 陳祖皓
陳祖皓 （英語：Knox Chen，1989年8月12日—）出生於台灣桃園市，
會星堂國際有限公司旗下藝人。2017以電視劇我的愛情不平凡出道。

## 演出作品

#### 電影
| 年份   | 片名 | 飾演           | 性質   | 導演   |
| ------ | ---- | -------------- | ------ | ------ |
| 2019年 | 緝魔 | 溫酒吧朋友同窗 | 男配角 | 盧豐淵 |

#### 電視劇
| 年份   | 劇名           | 飾演 | 性質   | 導演   |
| ------ | -------------- | ---- | ------ | ------ |
| 2017年 | 我的愛情不平凡 | 阿良 | 男配角 | 張晉榮 |

## 廣告代言
2017每朝健康綠茶CF

## 外部連結
陳祖皓 Knox Chen的Facebook專頁

## 格鬥資歷
泰拳/自由搏擊武齡4年
中華民國健身運動協會C級指導員
中華泰拳協會K1技術/指導講習證書
TMMA格鬥館代表選手

## 獎項
2016 2(X)IST獅子星座大使冠軍。
2016第十屆全國WAKO自由搏擊銅牌。
2017第十二屆全國WAKO自由搏擊銅牌。